# Joker (album de Clarika)
Pour les articles homonymes, voir Joker.
Albums de Clarika
La fille, tu sais
(2001) Moi en mieux 
(2009)
Joker est le quatrième album de Clarika, sorti le 26 septembre 2005. 
Cet album a remporté le Grand prix du disque de la chanson français de l'Académie Charles-Cros, catégorie « Chanson », pour l'année 2005. Il contient deux reprises en duo de titres parus précédemment : « Non, ça s'peut pas »avec Bernard Lavilliers (dont elle a fait les premières parties de concerts en 2005) et « L'océan des possibles » avec Michel Jonasz. Elle avait d'ailleurs joué en lever de rideau de Michel Jonasz au festival Alors Chante de Montauban en 1997.
L'album est réalisé par Stuart Bruce, Philippe Desbois, Xavier Tribolet et Jean-Jacques Nyssen qui signe l'essentiel des musiques. Il y a également eu la participation de Florent Marchet (Je t'aimais mieux), Hugo Renard (Les patineurs) et  Art Mengo (De quoi c'est fait).
L'album est sélectionné pour le Prix Constantin 2008 .

## Liste des morceaux
| No  | Titre                                        | Auteur | Durée |
| --- | -------------------------------------------- | ------ | ----- |
| 1.  | Je mens                                      |        | 1:55  |
| 2.  | Joker                                        |        | 3:25  |
| 3.  | Attache-moi                                  |        | 3:25  |
| 4.  | Les Patineurs                                |        | 3:48  |
| 5.  | Ne me demande pas                            |        | 3:28  |
| 6.  | Patricia                                     |        | 4:02  |
| 7.  | De quoi c'est fait                           |        | 3:35  |
| 8.  | Toi pour moi                                 |        | 3:17  |
| 9.  | La Bimbo                                     |        | 3:08  |
| 10. | L'Avant-dernier                              |        | 4:31  |
| 11. | Je t'aimais mieux                            |        | 3:40  |
| 12. | Non, ça s'peut pas (avec Bernard Lavilliers) |        | 3:06  |
| 13. | L'Océan des possibles (Avec Michel Jonasz)   |        |       |